# Long Sutton, Lincolnshire
Long Sutton är en stad och civil parish i South Holland i Lincolnshire i England. Orten har 4 821 invånare (2011). Byn nämndes i Domedagsboken (Domesday Book) år 1086, och kallades då Sudtone.